# Malaxideae
Tribu
Synonymes
- (tribu des) Liparideae Pfitzer
- (sous-tribu des) Liparidinae Lindl. ex Miq.
- (sous-tribu des) Malaxidinae Benth. & Hook. f.
- (sous-tribu des) Microstylidinae Benth.
- (sous-tribu des) Oberoniinae Aver.

Classification phylogénétique
La tribu des Malaxideae est une tribu de la sous-famille des Epidendroideae, dans la famille des Orchidaceae.

## Description et biologie
Cette tribu regroupe des genres d'orchidées terrestres ou épiphytes à bulbes ou pseudobulbes parfois à tige mince, caractérisée par des pollinies "découvertes" souvent claviformes et sans caudicule.

## Liste desgenres
La classification phylogénétique considère cette tribu comme un groupe monophylétique. Cependant selon les sources, il semble que cette classification ne soit pas définitive. En effet, certains genres correspondent à des synonymes selon la liste des Jardins botaniques royaux de Kew et celle des genres apparentés à cette tribu diffère selon les institutions (GRIN et NCBI). La liste du GRIN correspondant à celle publiée par Robert Louis Dressler en 1993. Il se peut néanmoins que certains genres n'aient pas encore fait l'objet de recherches approfondies (étude du génome) de la part du NCBI, ce qui expliquerait leur absence dans la base de données.
Selon le GRIN
- Hippeophyllum Schltr. (1905). (absent liste NCBI)[3]
- Liparis Rich. (1817).
- Malaxis Sol. ex Sw. (1778).
- Oberonia Lindl. (1830).
- Orestias Ridl. (1887). (absent liste NCBI)[4]
- Risleya King & Pantl. (1898). (absent liste NCBI)[5]

Selon le NCBI
- Dienia Lindl. (1824)[7].
- Disticholiparis Marg. & Szlach. (2004)[8].
- Liparis
- Malaxis
- Oberonia

Selon Chase, Cameron et al., 2015, le taxon (désigné comme la sous-tribu des Malaxidinae) compte les genres suivants:
- Alatiliparis
- Crepidium
- Crossoglossa
- Crossoliparis
- Dienia
- Hammarbya
- Hippeophyllum
- Liparis
- Malaxis
- Oberonia
- Oberonioides
- Orestias
- Stichorkis
- Tamayorkis